# Аверьянов, Леонид Яковлевич
Леони́д Я́ковлевич Аверья́нов (10 апреля 1944 — 5 марта 2011) — российский социолог и философ, доктор социологических наук, профессор, ректор Русского гуманитарного интернет-университета.

## Биография
В 1972 году окончил философский факультет МГУ.
В 1978 году окончил аспирантуру Института социологических исследований АН СССР, защитил кандидатскую диссертацию «Социально-профессиональная структура трудового коллектива специализированного сельскохозяйственного предприятия».
В 1992 году защитил докторскую диссертацию на тему: «Методологические проблемы вопроса в социологии». Место защиты — ЛГУ, социологический факультет.

## Научная деятельность
Область научных исследований: методология социального познания и методика социологического исследования.
Исследовал проблему вопроса в социологии. Предложил собственное видение логической структуры вопроса. Описал понятие концептуально-гипотетического знания как необходимой первичной формы взаимодействия с объектами, находящимися вне сознания.
Занимается проблемой контент-анализа (предложил новое его понимание как смыслового выражения искомого показателя, заключенного в обязательном порядке в законченную смысловую форму, в частности, предложение). Контент-анализ рассматривается как одна из двух форм фиксации знания. В этом плане текст (в любой его форме) имеет свою оригинальную структуру и логику построения. В конечном итоге, новая методика и методология контент-анализа позволяет осуществлять многослойную и многомерную интерпретацию текста, значительно расширяя познавательные возможности сознания.

### Из библиографии
Автор 6 книг и более 100 статей.
Источник информации — электронный каталог РНБ:
- Аверьянов Л. Я. Контент-анализ : учебное пособие : [для студентов, преподавателей, филологических факультетов высших учебных заведений]. — М.: КноРус, 2009. — 450 с. — 1000 экз. — ISBN 978-5-390-00495-1.
- Аверьянов Л. Я. Социология: искусство задавать вопросы. — 2-е изд., перераб. и испр. — М., 1998. — 239 с.
- Искусство задавать вопросы : Заметки социолога. — М.: Моск. рабочий, 1987. — 219 с. — (Библиотека делового человека). — 10 000 экз.